# 伊藤理理杏
伊藤理理杏（日语：／ Itō Riria */?，2002年10月8日—）是日本偶像藝人，女子偶像團體乃木坂46成員，沖繩縣出身。2016年以乃木坂46三期生身分出道。

## 經歷
因為喜歡上齋藤飛鳥，開始喜歡乃木坂46，「看到那些閃閃發光的前輩們，我也想成為那樣的人」，於是報名參加了乃木坂46三期生徵選。
2016年9月4日，伊藤通過乃木坂46三期生徵選。合格發表後，於LINE LIVE《乃木坂46三期生決定特輯》中進行實況直播，開始在乃木坂46的活動。並於出版社合作特別企劃中，獲得《UP to boy》特別獎。12月10日，在日本武道館舉行的「乃木坂46三期生見面會」中首次公開亮相。12月19日，乃木坂46三期生部落格開通，由12名成員每人每天輪流發表一篇文章，伊藤從12月19日起每12天寫一篇部落格。
2017年2月2日至12日，參加乃木坂46三期生舞台劇《3人的主角》演出。5月9日至14日，參加了三期生首場演唱會「乃木坂46 三期生單獨LIVE」的演出。10月11日發行的乃木坂46第19張單曲《及時行事》的收錄曲《我的衝動》中首次擔任歌曲的Center。
2018年2月22日，伊藤的個人部落格於乃木坂46官方網站正式開通。6月至9月，於在音樂劇《美少女戰士》中飾演水野亞美。8月，首次單獨演出日本越洋航空的電視廣告。11月14日發售的乃木坂46第22張單曲《想繞遠路回家》中首次獲選為選拔成員。
2019年4月14日，於乃木坂46第23張單曲《Sing Out!》中連續兩次獲選為選拔成員。9月27日至10月6日，於舞台劇《動物朋友「JAPARI STAGE!」〜大耳朵和小奇蹟〜》中飾演主角大耳狐。
2020年7月至10月，原定出演NHK大家的歌音樂劇《小小殭屍女孩》（リトル・ゾンビガール），但因2019冠狀病毒病疫情而取消。10月24日開始播出的BS東視連續劇《丼物委員長》，為伊藤首次出演電視連續劇，在劇中飾演高中生偶像山笠靜香。
2021年11月27日，接替即將畢業的寺田蘭世，擔任《乃木坂嘗試中》的主持人。
2022年7月21日，於CBC電台《Chumori週四加推》內的常規出演的環節《乃木坂46 伊藤理理杏的推聊時間！》（乃木坂46 伊藤理々杏の推しゃべりTime！）開始播出。10月8日，在20歳生日當天，開設個人Instagram帳號。
2023年3月29日發行的乃木坂46第32張單曲《人們終將再度追夢》的Under曲《漣漪不復返》中與林瑠奈共同擔任Center。8月23日，在乃木坂46第33張單曲《獨自一人的天堂》中時隔4年回歸選拔。

## 人物
暱稱為「Ririan」（りりあん）。是家中的獨生女。會以作為第一人稱。
個性怕生。但喜歡站在人前發言，曾在小學擔任班長。沒有參加過學校的部活動，放學後總是在散步。
認為自己的魅力點在於小小的手和長睫毛。眼睛很差所以隱形眼鏡需要特別訂造。有飼養兔子，名字叫。

### 喜好
愛吃的食物是明太子。愛看的漫畫是ONE PIECE。
喜歡演出舞台劇。

### 特技
特技是舞棒和模仿比卡超。

### 乃木坂46相關
應援棒顏色為紫色和紅色。
加入乃木坂46的契機是因為喜歡齋藤飛鳥而喜歡上乃木坂46。非常憧憬改變了自己人生的齋藤飛鳥，甚至視之為神一樣的存在。

## 音樂作品
- 標註「★」符號表示該首歌曲有拍攝MV。

### 單曲
乃木坂46
|      | 發行日期       | 單曲名稱              | 參與歌曲名稱           | MV | 備註                   |
| ---- | -------------- | --------------------- | ---------------------- | -- | ---------------------- |
| 17th | 2017年3月22日  | 大影響家              | 第三陣風               | ★  | 出道作品               |
| 18th | 2017年8月9日   | 蜃景                  | 未來的答案             | ★  |                        |
| 19th | 2017年10月11日 | 及時行事              | 我的衝動               | ★  | Center                 |
| 20th | 2018年4月25日  | 同步巧合              | 全新的世界             | ★  |                        |
| 20th | 2018年4月25日  | 同步巧合              | 心動不已               | ★  |                        |
| 21st | 2018年8月8日   | 以自我為中心！        | 三角空地               | ★  |                        |
| 21st | 2018年8月8日   | 以自我為中心！        | 感覺不像自己           |    |                        |
| 22nd | 2018年11月14日 | 想繞遠路回家          | 想繞遠路回家           | ★  | 選拔                   |
| 22nd | 2018年11月14日 | 想繞遠路回家          | 不成眠的商隊           | ★  |                        |
| 23rd | 2019年5月29日  | Sing Out!             | Sing Out!              | ★  | 選拔                   |
| 24th | 2019年9月4日   | 黎明來臨前無須逞強    | 〜Do my best〜沒有意義 | ★  |                        |
| 24th | 2019年9月4日   | 黎明來臨前無須逞強    | 你，認識我嗎？         |    |                        |
| 25th | 2020年3月25日  | 幸福的保護色          | 每天都是Brand new day  | ★  |                        |
| 26th | 2021年1月27日  | 我會喜歡上自己的      | 言過其實的KISS         | ★  |                        |
| 27th | 2021年6月9日   | 對不起Fingers crossed | 生鏽的羅盤             | ★  |                        |
| 27th | 2021年6月9日   | 對不起Fingers crossed | 不受大人們的指示       |    |                        |
| 28th | 2021年9月22日  | 被你罵了              | 機關槍雨               | ★  |                        |
| 28th | 2021年9月22日  | 被你罵了              | 熟悉的陌生人           |    |                        |
| 29th | 2022年3月23日  | Actually…             | 就算我不明白...        | ★  |                        |
| 30th | 2022年8月31日  | 喜歡是件搖滾的事！    | Under's Love           | ★  |                        |
| 30th | 2022年8月31日  | 喜歡是件搖滾的事！    | 朝著我拍手的方向       | ★  |                        |
| 30th | 2022年8月31日  | 喜歡是件搖滾的事！    | 做夢的肌肉             | ★  | 乃木坂輕音部           |
| 31st | 2022年12月7日  | 不存在於此的事物      | 壞成份                 | ★  |                        |
| 31st | 2022年12月7日  | 不存在於此的事物      | 甜蜜的證據             |    |                        |
| 32nd | 2023年3月29日  | 人們終將再度追夢      | 漣漪不復返             | ★  | 與林瑠奈共同擔任Center |
| 32nd | 2023年3月29日  | 人們終將再度追夢      | 我們的道別             | ★  |                        |
| 33rd | 2023年8月23日  | 獨自一人的天堂        | 獨自一人的天堂         | ★  | 選拔                   |
| 33rd | 2023年8月23日  | 獨自一人的天堂        | 某人的肩膀             |    |                        |
| 34th | 2023年12月6日  | Monopoly              | 回憶無法止息           | ★  |                        |
| 35th | 2024年4月10日  | 機會平等              | 機會平等               | ★  | 選拔                   |
| 36th | 2024年8月21日  | 放縱日                | 遺落之物               | ★  |                        |
| 36th | 2024年8月21日  | 放縱日                | 那道光                 |    |                        |
| 37th | 2024年12月11日 | 步道橋                | 直到那時的猶豫         | ★  |                        |
| 38th | 2025年3月26日  | 臍橙                  | 交感神經優勢           | ★  |                        |
| 38th | 2025年3月26日  | 臍橙                  | 懷念之情的前方         | ★  |                        |
| 39th | 2025年7月30日  | Same numbers          | 不道德的夏天           | ★  |                        |

其他
| 發行日期                                    | 單曲名稱       | 參與歌曲名稱 | MV | 備註         |
| ------------------------------------------- | -------------- | ------------ | -- | ------------ |
| 2020年6月17日（日本） 2020年6月24日（海外） | 世界中的鄰居啊 | —            | ★  | 下載限定歌曲 |

### 專輯
乃木坂46
|        | 發行日期       | 專輯名稱         | 參與歌曲名稱     | 備註 |
| ------ | -------------- | ---------------- | ---------------- | ---- |
| 3rd    | 2017年5月24日  | 最初的夢想       | 回憶優先         |      |
| 3rd    | 2017年5月24日  | 最初的夢想       | 指定溫度         |      |
| 4th    | 2019年4月17日  | 直到此刻化成回憶 | 毫無特色的戀愛   |      |
| 4th    | 2019年4月17日  | 直到此刻化成回憶 | 即刻〜殘美傳説〜 |      |
| 精選輯 | 2021年12月15日 | Time flies       | Hard to say      |      |

## 演出

### 電視劇
- 殘美（2019年1月24日－3月28日，日本電視台）：飾演 一條詩織[47]
- 丼物委員長（日语：どんぶり委員長）（2020年10月24日－2021年1月2日，BS東視）：飾演 山笠靜香[27][48]

### 舞台劇
- 星之王女殿下（日语：星の王子さま#星の王女さま）（2018年4月6日－4月15日，東京：天王洲 銀河劇場／4月26日－28日，愛知：春日井市民會館）：飾演 王女殿下[49]
- 乃木坂46版 音樂劇「美少女戰士 Sailor Moon」（2018年6月8日－24日，天王洲 銀河劇場／9月21日－30日，TBS赤坂ACT劇場）：飾演 Sailor Mercury／水野亞美（Team MOON）[50]。
- 殘美～Theater's end～（2019年2月7日－2月17日，天王洲 銀河劇場）：飾演 志乃（TEAM BLACK）[51]
- Reading♥︎Stage「百合和薔薇」（2019年6月5日－6月16日，品川王子大飯店 Club eX）- 百合公演[52]
- 舞台劇動物朋友「JAPARI STAGE!」〜大耳朵和小奇蹟〜（2019年9月27日－10月6日，品川王子大飯店 Club eX） ：飾演 大耳狐（主演）[23]
- 星之飛行士（2021年1月6日－17日，東京：日光劇場／1月27日－31日，大阪：梅田藝術劇場 話劇城）：飾演 小王子[53]
- 「天才兒童 the STAGE」〜Back・To・The・Jungle〜（2021年6月21日－26日，東京：澀谷區文化綜合中心大和田 櫻花大廳／7月10日－11日，大阪：COOL JAPAN PARK OSAKA WW Hall）：飾演 Misa[54]
- 小小殭屍少女（2022年8月20日－28日，日生劇場）：飾演 Shou[註 2][24][55][註 3]
- 奇巧計程車 鑽石不會受傷（2023年11月8日－12日，東京：1010劇院／11月15日，福岡：福岡市民會館／11月17日，大阪：SANKEI HALL BREEZÉ／11月25日－26日，神奈川：海老名市文化會館）：飾演 二階堂瑠衣（二階堂ルイ）[58][註 4]
- カタシロ〜Relive vol.1〜（2024年12月20日－28日，PARCO劇場）：飾演 患者 [60]
- 音樂劇「東京卍復仇者」#2 Bloody Halloween（2025年3月28日－4月6日，東京：天王洲 銀河劇場／4月11日－13日，京都：京都劇場）：飾演 橘日向[61]

### 電視動畫
- 我獨自升級（TOKYO MX）：飾演 藤崎由香里（藤崎ゆかり）
  - Season1 第6集（2024年2月11日）[62][63]
  - Season2 -Arise from the shadow- 第17集（2025年2月1日）[64][65]

### 綜藝節目
- 乃木坂嘗試中（2021年12月25日－，TBS頻道1）- 第2代MC[66]

### 廣播
- 乃木坂46 伊藤理理杏的推聊時間！（2022年7月21日－2023年9月28日，CBC電台）- 「Chumori週四加推」內的環節内主持人[67][68][69]

## 書籍

### 雜誌連載
- UP to boy（日语：アップトゥボーイ）
  - （2017年6月8日－2020年3月23日）[70][71][72]
  - （2020年11月21日－2021年12月23日）[73][74]

## 備註
1. ↑  日語中该词通常為男性專用第一人稱
2. ↑  與石井杏奈為雙重角色。
3. ↑  原定於2020年7月17日至26日在日生劇場舉行的演出，以及7月至10月在全國巡演的計劃，因新型冠狀病毒的疫情擴散而宣布取消[56][57]。
4. ↑  福岡公演及大阪公演因製作上的因素而取消[59]。

## 外部連結
- 乃木坂46個人介紹頁（日語）
- 伊藤理理杏 官方部落格 （页面存档备份，存于） - 乃木坂46官方網站（2018年2月22日－）（日語）
- 伊藤理理杏的Instagram帳戶（2022年10月8日－）（日語）
- 伊藤 理理杏（乃木坂46）的SHOWROOM專頁